# Tamara Drewe
Pour les articles homonymes, voir Drewe.
Pour plus de détails, voir Fiche technique et Distribution.
Tamara Drewe est une comédie dramatique britannique réalisée par Stephen Frears et écrite par Moira Buffini, sortie en 2010. Adaptation du roman graphique éponyme de Posy Simmonds, Tamara Drewe met en scène Gemma Arterton dans le rôle-titre.

## Synopsis
Tout commence sur une vue attrayante du torse musclé d’Andy Cobb, un beau paysan de la campagne anglaise dans un village du Dorset. Comme en contrepoint viennent s’inscrire les moins poétiques évocations d’hommes et de femmes pianotant sur le clavier de leur ordinateur portable. Ce sont des écrivains plus ou moins talentueux pensionnaires du cottage « Far from the madding crowd » tenu par la vertueuse Beth Hardiment, dont le mari Nicholas, célèbre auteur de romans policiers au physique enrobé, est un coureur de jupons. 
Le décor est planté quand débarque au pays la pulpeuse Tamara Drewe qui vient de se faire refaire le nez. Son attrayant physique lui avait déjà permis de commencer une relation avec le séduisant Andy Cobb, à laquelle son nez ("Gros bec") avait malheureusement mis un terme. Cet obstacle levé, le jeune et fougueux paysan ne demande qu’à renouer.  
Mais Tamara, qui doit assister à un concert rock pour écrire un article dans son journal, noue une relation avec Ben Sergeant, le batteur du groupe, et quitte sa maison de campagne pour le suivre à Londres. 
C’en serait fait d’Andy sans l’intervention de l’espiègle Jody Long, une gamine tombée amoureuse du beau musicien au travers de magazines pour ado. Elle en pince tant pour le rocker qu’elle ne consent pas à l’idée de son départ. Elle se glisse avec sa copine dans la maison déserte de Tamara pour utiliser son ordinateur et faire en son nom une proposition des plus explicites à Andy, son ancien ami. 
Ce mail tombe sous les yeux de Ben qui ne l'entend pas de cette oreille. Les deux amoureux se fâchent. Tamara quitte Londres pour se remettre au vert. Hélas, à peine revenue, elle assiste impuissante aux amours torrides d’Andy et d’une serveuse de restaurant. Catastrophée, elle n’a d’autre recours que se jeter dans les bras du peu séduisant Nicholas qu’elle a pourtant toujours méprisé.  
Le célèbre écrivain se croit enfin comblé : il va pouvoir vivre avec la belle jeune femme, quitter son cottage, son métier d’écrivain et surtout son épouse ennuyeuse. Mais Tamara se ressaisit. Par ailleurs, Beth, l’épouse trompée, a découvert le pot aux roses. Et Ben, le rocker musicien, s’est rendu compte que sa brouille avec Tamara venait des manigances de la petite Jody Long. 
Entre-temps, Glen McCreavy, l’un des pensionnaires, s’est rapproché de Beth et profite de l’inconduite de son mari pour lui offrir son réconfort.  
Mais l’époux, abandonné Tamara, n’entend pas laisser sa femme aux bras du nouveau venu. Une bagarre s’engage entre les deux hommes. Nicholas tombe et sa tête cogne contre un abreuvoir. Comble de malchance, un troupeau de vaches excitées par le chien de Ben lui passe accidentellement sur le corps et le malheureux succombe à ses blessures. 
Finalement, Tamara se remet avec Andy, son amour de jeunesse, Beth se console dans les bras de Glen, son ancien pensionnaire, et la petite Jody Long hérite contre toute attente du bouillonnant Ben Sergeant.

## Fiche technique
- Titre : Tamara Drewe
- Réalisation : Stephen Frears
- Scénario : Moira Buffini d'après le roman graphique éponyme de Posy Simmonds
- Musique : Alexandre Desplat
- Photographie : Ben Davis
- Montage : Mick Audsley
- Direction artistique : Christopher Wyatt (direction artistique supervisée par Patrick Rolfe)
- Distribution des rôles : Leo Davis
- Décors : Alan MacDonald (décoration du plateau par Tina Jones)
- Costumes : Consolata Boyle
- Pays d'origine :  Royaume-Uni
- Langue de tournage : anglais
- Production : Alison Owen, Tracey Seaward et Paul Trijbits
- Production exécutive : Maya Amsellem, Sharon Harel, Christine Langan (en) et Eve Schoukroun
- Production associée : Hannah Farrell et Faye Ward
- Sociétés de production : Ruby Films, BBC Films, Notting Hill Films, UK Film Council et WestEnd Films
- Sociétés de distribution :  Momentum Pictures,  Diaphana Films,  Sony Pictures Classics
- Budget : 5 000 000 $[1]
- Format : couleur – 35mm et cinéma numérique – 2,35:1 — son Dolby Digital et SDDS
- Genre : Comédie dramatique et romance
- Durée : 111 minutes (109 minutes lors de sa présentation au Festival de Cannes)
- Dates de sortie :
  -  France : 14 juillet 2010
  -  Royaume-Uni : 10 septembre 2010
  -  États-Unis : 8 octobre 2010 (sortie limitée)
- Classification CNC : tous publics, art et essai (visa d'exploitation no 126660 délivré le 13 juillet 2010)[2]

## Distribution
- Gemma Arterton (VF : Alexandra Ansidei) : Tamara Drewe
- Roger Allam (VF : Philippe Faure) : Nicholas Hardiment
- Bill Camp (VF : Patrick Bonnel) : Glen McCreavy
- Dominic Cooper (VF : Jonathan Cohen) : Ben Sergeant
- Luke Evans (VF : Thibault de Montalembert) : Andy Cobb
- Tamsin Greig (VF : Sylvia Bergé) : Beth Hardiment
- Jessica Barden (VF : Claire Bouanich) : Jody Long
- Charlotte Christie (VF : Sarah Brannens) : Casey Shaw
- John Bett (VF : Jean-Pierre Moulin) : Diggory
- Josie Taylor (VF : Carole Franck) : Zoe
- Bronagh Gallagher (VF : Myriam Donasis) : Eustacia
- Pippa Haywood : Tess
- Susan Wooldridge (VF : Frédérique Cantrel) : Penny Upminster
- Amanda Lawrence : Mary
- Zahra Ahmadi : Nadia Patel
- Cheryl Campbell (VF : Yvette Petit) : Lucetta
- Emily Bruni : Caitlin
- Lola Frears (VF : Ludmila Ruoso) : Poppy Hardiment
- Tom Allen : Vintner
- Joel Fry : Steve Culley
- Lois Winstone : Fran Redmond
- James Naughtie : l'intervieweur
- Alex Kelly : la mère de Jody
- Patricia Quinn : le hippie chic
- Walter Hall : le geek de l'armée
- Albert Clark : Boss le chien
- Nathan Cooper : un membre des Swipes

Version française
Studio de doublage : Alter Ego
Direction artistique : Hervé Icovic
Adaptation : Isabelle Audinot & Vanessa Chouraqui
Source et légende : Version française (VF) sur le site d’AlterEgo (la société de doublage) et Carton de doublage T.V.

## Production

### Développement du projet
À l'origine, Tamara Drewe est un roman graphique de Posy Simmonds, basé sur Loin de la foule déchaînée de Thomas Hardy. Paru en 2007, Tamara Drewe obtient le Prix de la critique de l'Association des critiques et des journalistes de bande dessinée en 2009. Le charme particulier et les possibilités offertes par le roman graphique ont séduit le réalisateur Stephen Frears, qui dira : « J’ai adoré sa réelle originalité. Christine Langan (directrice de la création chez BBC Films) m’a envoyé le livre en me disant : “J’ai quelque chose pour vous.” J’étais dans l’avion pour New York quand je me suis décidé à ouvrir cette enveloppe. J’ai immédiatement aimé ce que j’étais en train de lire. Je me souviens que cela s’est passé comme ça avec The Snapper ».
L'écriture du scénario de l'adaptation du roman est confiée par la production à Moira Buffini, et Frears accepte tout de suite de le réaliser, tant la première version du script est satisfaisante,. Le roman graphique se présente comme un story-board, ce qui a beaucoup aidé la scénariste. « C’est visuellement très complet et c’est presque déjà un film. Dans ses dessins, Posy donne énormément d’indications sur les personnages. Le roman graphique est littéralement un story-board. Il nous est souvent arrivé de tourner une scène, puis de regarder dans le livre en nous disant qu’on ne pouvait pas faire mieux », dira Buffini à ce sujet. Avant que Frears accepte, Andrea Arnold fut pressentie pour réaliser Tamara Drewe, mais déclina l'offre.
Tamara Drewe marque le retour de Stephen Frears dans le registre de la comédie, après l'avoir délaissé après Héros malgré lui, au profit d'un registre plus dramatique comme avec The Queen, malgré quelques exceptions comme The Snapper et High Fidelity, mais avait besoin de changer d'air et de sortir des conventions des films d'époque mais aussi du style de langage. Il a par ailleurs confié que réaliser ce film a été libérateur car « Le scénario m’a fait rire. Je l’ai trouvé drôle, sexy et contemporain. Adapter un roman graphique, c’est libérateur. On peut laisser courir son imagination, ça libère d’une façon extraordinaire (...) c’est une BD intelligente, fine, qui parle de choses qu’on connaît », ajoutant qu'il n'avait « jamais fait de film comme Tamara Drewe » et qu'il a « dû tout inventer ». Il parle d'un « élément rare » qui est proposé dans le scénario : « les Anglais ne font pas de films sur la bourgeoisie », car selon lui, « c’est davantage une tradition française », ajoutant une référence aux films de Claude Chabrol sur la bourgeoisie. Frears aime bien dire que « Tamara Drewe est une comédie pastorale ! ».
Le réalisateur a également confié avoir réalisé « un film à la Clint Eastwood » et insiste sur les multiples références au western que l'on peut trouver dans Tamara Drewe, notamment les scènes d'attaques de bétail.

### Attribution des rôles

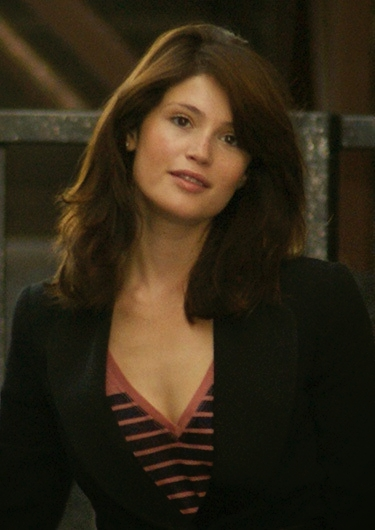
L'actrice Gemma Arterton en août 2010.

Pour le rôle-titre, il fallait une bonne actrice pour interpréter notre emblématique héroïne, car « Tamara devait être super sexy, intelligente, un peu paumée, un peu malicieuse aussi car elle devait pouvoir jouer l’ironie tout en attirant la sympathie des spectateurs », selon Alison Owen, une des productrices. Le choix s'est porté sur Gemma Arterton, car elle « paraissait rassembler toutes ces caractéristiques et Stephen est tombé sous son charme », selon Owen, ajoutant que « c'était vraiment Tamara comme on l’avait imaginée ». Frears souligne les autres qualités d'Arterton : « elle est très flexible, comme une ligne qui ondulerait à sa guise… Et c’est une fille très sympathique, chaleureuse et drôle. Je me suis dit que j’aimerais la regarder pendant 90 minutes. C’est aussi simple que ça ».
Afin d'incarner le romancier coureur de jupons Nicholas Hardiment, Frears avait uniquement l'acteur Roger Allam en tête, après l'avoir fait tourner dans The Queen dans lequel il tenait le rôle du secrétaire particulier de la reine, car il le trouvait « génial ». Pour interpréter le rôle de l'épouse trompée de Nicholas, Beth, le choix de Frears, complètement à l'opposé du personnage dans le roman graphique, s'est porté sur Tamsin Greig, car si elle est beaucoup plus jeune que son personnage, il leur fallait « une actrice qui puisse être à la fois spirituelle, émouvante et expérimentée ».
Dominic Cooper est choisi pour le rôle du rockeur Ben Sergeant après une lecture au cours duquel il était hilarant, selon Frears, mais aussi parce que « les filles étaient excitées et m’ont dit : "Allez, prends Dominic Cooper !" ». Il avoue avoir obéi, car il « était dans Mamma Mia ! et les adolescentes tueraient père et mère pour lui ». Frears le trouve « très crédible et colle au rôle ». Luke Evans, choisi pour le rôle d'Andy Cobb, fidèle homme à tout faire des Hardiment, correspond au personnage par son côté incroyablement « campagnard chic et discrètement sexy ».

### Tournage
Le tournage de Tamara Drewe s'est déroulé en septembre 2009, essentiellement dans le Dorset, où furent tournées les scènes de Stonefield et du pub. D'autres scènes furent tournées à Londres, à Hertfordshire et dans le Somerset, ainsi qu'aux Pinewood Studios.

## Exploitation

### Réception critique
Tamara Drewe est globalement assez bien reçu par les critiques professionnelles : le site Rotten Tomatoes note que 66 % des 119 commentaires collectés sont positives, pour une moyenne de 6,3⁄10, tandis que le site Metacritic, qui recense les critiques de magazines anglophones, attribue au long-métrage un score de 64⁄100, pour un total de 28 critiques.
En France, par contre, le long-métrage obtient un excellent accueil de la part des critiques professionnelles, avec une note de 4⁄5 sur le site AlloCiné, pour 22 commentaires collectés.

### Box-office
| Pays ou région | Box-office      | Date d'arrêt du box-office | Nombre de semaines |
| -------------- | --------------- | -------------------------- | ------------------ |
| Mondial        | 11 910 695 $    | 20 mars 2011               | 36                 |
| États-Unis     | 560 391 $       | 17 mars 2011               | 23                 |
| France         | 600 017 entrées | 17 novembre 2010           | 18                 |

Tamara Drewe a rapporté un total de 11 910 695 $ de recettes mondiales, dont 11 350 304 $ à l'international et 560 391 $ aux États-Unis, où il est distribué en sortie limitée dans plus de 59 salles. Au Royaume-Uni, le long-métrage a totalisé 2,58 millions de £, se classant en seizième position des meilleures recettes dans le pays au cours de l'année 2010 pour une production ou co-production britannique et en sixième position des meilleures recettes au cours de la même année pour une production ou co-production britannique indépendante.
En France, sorti dans une combinaison de salles assez modeste (210 salles), Tamara Drewe parvient à se placer durant huit semaines dans le top 20 hebdomadaire, dont trois dans le top 10, avec près de 550 700 entrées. Au bout de quatorze semaines resté à l'affiche, le long-métrage a déjà cumulé 588 397 entrées. Après dix-huit semaines resté en salles, Tamara Drewe finit sa carrière à 600 000 entrées la semaine du 10 novembre 2010.

## Distinctions
- 2010 : Palme dog  pour « Boss », dans le film le chien (boxer) de Ben Sergeant.
- 2010 : Hors compétition au Festival de Cannes 2010
- 2010 : Nomination au British Independent Film Award de la meilleure actrice pour Tamsin Greig.